# Babér
A babér (Laurus) a babérfélék (Lauraceae) család névadó nemzetsége három-négy cserje termetű, vagy kis fává növő örökzöld fajjal. Ezek közül a babér fűszert szolgáltató nemes babér (Laurus nobilis) fajt magyarul többnyire ugyancsak közönségesen babérnak nevezzük.
Több faj is a fás növénytársulások egy-egy csoportjának karakterfajai közé tartozik:
- a nemes babér a keménylombú erdők,
- a kanári babér és az azori babér a makaronéziai babérlombú erdők

jellemző fája.

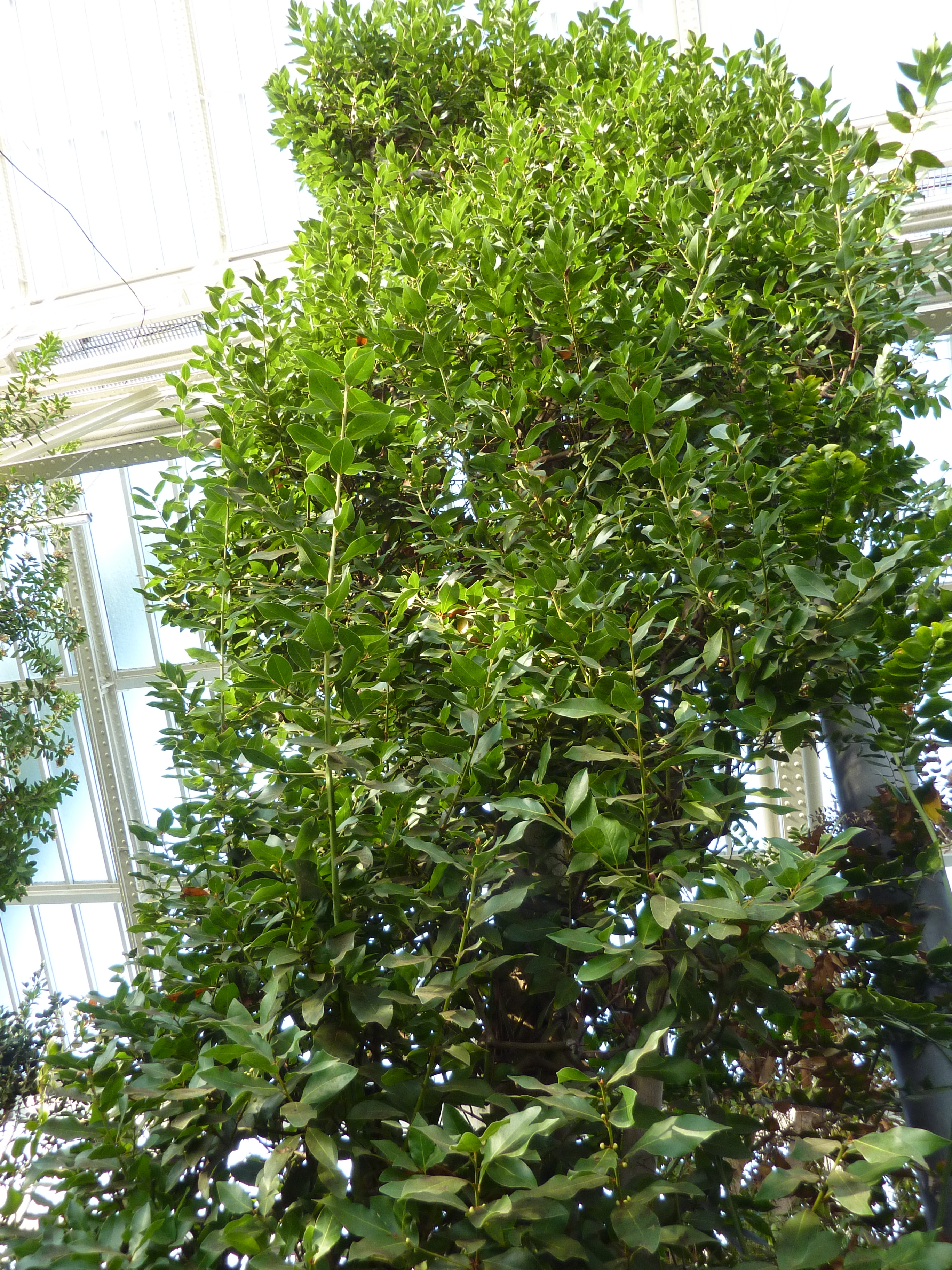
Azori babér (Laurus azorica)